# Mladinski opus Franceta Bevka
Težišče Bevkovega dela kot mladinskega pisatelja spada v obdobje njegovega najzrelejšega ustvarjanja, v obdobje med obema vojnama, ko se odloči ostati v zasedeni Primorski in ko se iz njegovega obsežnega opusa izkristalizira domačijska povest, ki s svojo problematiko, snovjo in motivi obravnava duševne stiske, grehe, tegobe primorskih ljudi ter njihovo revščino. Bevk se je usmeril tudi v ljudsko izročilo, v zgodovino in resničnost življenja samega.

## Analiza Bevkovih mladinskih del
Pastirčki pri kresu in plesu: poezija, s to zbirko je Bevk obnovil igre in pesmi iz časov svojega otroštva.
Tatič: je v celoti Bevkova avtobiografska izpoved.To je prvo Bevkovo obsežnejše prozno besedilo.Je ohlapna povest,
pod močnim vplivom Cankarjevih črtic. Nabita je s težkimi duševnimi stiskami okolju nedorslega otroka, ki omaga in ga 
življenje odrine.
Lukec in njegov škorec, Lukec išče očeta: Ta povest je odziv družbeni problematiki, ki je razkrajala Primorske družine od konca 19. stoletja dalje- izseljevanju Primorcev s trebuhom za kruhom. Ti dve zgodbi uvajata v Bevkovo mladinsko delo nov, 
zanj značilen motiv; življenjsko usodno povezavo mednebogljenim otrokomi in živalco ali igračo. Ta živalca oz. igrača 
spremlja glavnega junaka skozi vse duševne stiske in moralne dileme. Pri Lukcu je ta živalca škorec Klepec.
Pastirci, Grivarjevi otroci, Pestrna, Peter Klepec, Jagoda:
Vse te povesti spadajo v sklop pastirskih povesti, v Bevkovo klasiko, v sklop Bevkove kmečke realistične domačijske povesti,
z motiviko ustnega izročila. V ospredju so vseskozi duševne in moralne stiske otrok kot posledice hudih razmer. Literarni
junaki se oklepajo simbola izgubljene varnosti- igrač in živalic. Njihove stiske spremljajo vzdušja v nravai.
Z Jagodo pa je Bevk napisal najbolj črno dramo iz otroškega življenja.
Tovariša: Tu se za razliko od prejšnjih del, prizorišče premakne iz kmečkega bajtarskega okolja v predmestje, k proletarski družini. Ponovi se motiv tatiča, ponovi se tudi motv navezanosti otrok na živalco(mačka), obsodba družbenih razer, ki pripeljejo do skrhanih odnocov v družini.
Tonček: Tudi ta povest se dogaja v mestnem okolju, v mestni proletarski družini, vendar pa se tu pojavi še stiska zaradi
jezika- govorjenje v italijanščini in slovenščini. Delo je bilo napisano tik pred 2. svetovno vojno, pod vtisom hudega raznorodovalnega pritiska na Slovence.
Mali upornik, Učiteljica Breda: V teh povestih ni več čutiti psihološko moralnih zapletov. V ospredju do narodne krivice pod okupacijo fašistične Italije. Osnova obema zgodbama so pisateljeve izkušnje iz pretekle vojne.
Knjiga o Titu: Ta knjiga je nastala po naročilu, iz razlčnega spominsko- dokumentarnega gradiva različnih piscev sestaviti in predstaviti otrokom življenje Josipa Broza Tita.
Peter Klepec: Izhajal je v mladinskem listu Naš rod (1939/40). Pastirsko zgodbo postavi Bevk v domišljijo ljudske pripovedi: meje med mogočim in nemogočim izginejo. Iz nebogljenega in zatiranega pastirčka postane človek neizmerne moči, ki
mu ga daleč na svetu ni para, ki ga kličejo na pomoč tuji vladarji.

## Interpretacija del
Pastirčki pri kresu in plesu
To je Bevkovo prvo objavljeno mladinsko delo. V tej zbirki je Bevk težil za tem, da obnovi igre in pesmi iz svojega 
otroštva, svojega pastirovanja. S to zbirko je ohranil motive otroške ljudske pesmi. Zajemanje iz ljudskega izročila 
in vračanje k njemu se potem kot rdeča nit vleče skozi celotno Bevkovo ustvarjanje.
Tatič
Tatič je pripoved o hribovskem dečku, ki ga oče odpelje v mesto za vajenca v trgovino. Deček je poln bleščečih 
predstav, velikih pričakovanj in upanja na veliko prihodnost v mestu. Prvič je sam, daleč od domačih. Njegovi prvi 
dnevi v trgovini so polni osamljenosti, njegov sodelavec je deček Josi, s katerim pa se ne razumeta najbolje. 
V svojem tovarišu ne najde iskrenega prijatelja, pač pa izprijenega fanta. Kaj kmalu namreč ugotovi, da Josi 
krade denar iz blagajne. Le ta potem tudi Tatiča zapelje. Ko pride v mesto cirkus, je za dečka ta skušnjava preveč.
Da si lahko privošči cirkuško predstavo začne gospodarju krasti denar. Ko postopek odkrijejo, je sramotno izdan
in pošljejo ga nazaj domov, najbolj razočarana pa sta njegova starša, ki sta ga vseskozi učila poštenosti.
Lukec in njegov škorec, Lukec išče očeta
Ti dve potopisno-pustolovski povesti je Bevk leta 1954 združil v eno. 
Lukec je razposajen deček, ki z mamo živi v najeti hišici, v vasici, sredi Vipavske doline. Očeta že dolgo ni videl, saj 
je zaradi revščine odšel v Ameriko, da bo služil denar za preživetje družine. Lukčeva velika želja je,da bi odšel v svet;Ameriko. Njegov najboljši prijatelj je škorec Klepec. Z njim uganjata številne norčije, kar mami Marjeti nemalokrat povzroča velike težave. Nekega dne pa iz Amerike prispe pismo. Oče jima pošlje denar za pot v Ameriko. Mati in Lukec se tja odpravita, Lukec je na začetku navdušen, kasneje pa se zgodi tragedija, mati na ladji umre in Lukec ostane sam. Kljub temu s pomočjo znancev pride do očeta. Vendar njegova želja po Ameriki ugasne. Daje ga domotožje, želi si le domov, pogreša domovino in oče mu obljubi, da bosta ko bo dovolj zaslužil odšla nazaj v rodno Vipavsko dolino.
Pastirci
So povest o treh otrocih, ki so jim razmere-revščina naložile pastrisko službo. To je zgodba o njihovem življenju na paši, sporih, o njihovih otroških značajih. Trije pastirčki: Lenart, Ferjanč in Blaže vsak dan vodijo živino na pašo. Ko se Blaže poškoduje, se njihov svet popolnoma spremeni. Namesto Blažeta v njihov pastirski svet zaide pastirica. To zaostri spor med Lenartom in Ferjančem. Maščevanje vodi do maščevanja, dokler Lenart v slepem srdu ne zareže Ferjančeve gugalnice, ki visi tik nad prepadom. Po srečnem naključju do nesreče ne pride, vendar pa Lenarta hudo peče vest. Ferjanč vso svojo jezo ohladi s pestmi, Lenart se pomiri. Nato pa teče življenje na paši spet dalje.
Grivarjevi otroci
V tej povesti se razpleta usoda treh otrok: Tinčeta, Mretke in Blažeta. So revna družina, kmalu pa postanejo tudi sirote. Najprej jim umre mati, malo kasneje pa še oče. Zanje potem skrbi teta, potem pa se zadeve zapletejo. Spor med sorodniki odvzame otrokom priljubljeno teto Tono, ki jim nadomešča starše. Novih varuhov, ki jim je predvsem do bajte, otroci ne marajo. Najmlajšega- Blažeta s seboj odnese teta Tona, Mretka in Tinče pa uideta. Sodišče trem sirotam teto Tono vrne, a življenje jih kot vse bajtarske otroke reztepe po pastirskih službah. Doma pri Toni ostane le Blaže, ki je za delo še premajhen.
Pestrna
Je povest o bajtarski deklici Nežki. Nežka živi s svojo mamo in bratom v koči ob gozdu, vendar večino dni preživi sama. Mama odide na polje, brat pa žene živino na pašo. Ko je sama, jo je vedno strah, zato ji mati obljubi, da ji bo naredila punčko iz cunj, če ne bo več jokala. Tako dobi punčko, ki jo vedno nosi s seboj. Nekega dne pa pride k njim soseda, s predlogom, da bi šla Nežka za pestrno njihove Maričke. Vendar Nežka ne zmore trdega življenja varuške v tuji hiši. Ni kos krivični gospodinji in njeni muhasti hčerki. Bolj kot na Maričko je navezana na svojo punčko- Pikapolonico. Ta ji je edina druščina, edina tolažba v nočeh, polnih strahov. Ko zaradi nagajivosti pastirčka izgubi svojo edino uteho, se zlomi in zbeži domov. Zbeži v nevihtno noč, pride domov upehana, potem pa še zboli. Z njo je hudo, domov pride tudi oče, kasneje Nežka ozdravi, mati pa se odloči da je ne bo poslala nazaj za pestrno.
Jagoda
Glavni literarni junak v tej povesti je Matevžek. Je pastirček, ki je s svojo službo zadovoljen, vendar pa na paši večkrat zaspi. Nekega dne mu njegove koze zaidejo v laz soseda Košana, s katerim se Matevžek in njegovi ne razumejo najbolje. Ko 
Košan to opazi, odpelje koze v svoj hlev. Ko se Matevžek zbudi, zgrožen ugotovi, da koz ni nikjer. Išče jih povsod, jezen je na kozo Blekico, saj je prepričan da je za to ona kriva, nazadnje pa ugotovi, da so koze v Košanovem hlevu. Ko pride domov ga gospodar pošlje iskat koze h Košanu, vendar mu jih le ta noče vrniti. H Košanu mora iti tudi gospodar in na koncu se pogodita 
tako, da Košan dobi eno kozo- to pa je ravno Matevžkova Jagoda. Matevžek je razočaran in jezen odide nasednji večer v Košanov hlev po Jagodo. V besu in strahu zakuri Košanov hlev, nato pa zbeži in skoči v prepad.
Tonček
Povest je postavljena v mesto, v mestno proletarsko družino, ki se znajde zaradi svoje slovenske narodnosti, predvsem pa slovenske govorice v težavah. Govoriti mora Tonček slovensko v šoli, na ulici, v javnih prostorih, to zanj pomeni izgubiti možnost za zaslužek in obstoj. Zato se Tončku šola upre, strah pred šolo in govorjenjem v slovenskem jeziku mu prežene stric iz Amerike. Tudi Tonček ima svojo živalco- veverico, ki pa jo kasneje proda. Odloči se, da bo odšel od doma k stricu, pri katerem je bil poleti na počitnicah in zato proda veverico. Vendar se na koncu srečno izteče in svojo živalco dobi nazaj. S prihodom strica pa se izboljšajo tudi razmere doma in Tonček si nič več ne želi iti od doma.
Tovariša
Že naslov pove, da spoznamo v zgodbi tovariša- to sta Primož in Viktor. Oba sta bila iz revnih družin, skupaj sta hodila v
šolo in skupaj sta preživela večino prostega časa. Primož je bil priden deček, vendar sta z Viktorjem večkrat počenjala
neumnosti. Mame je umrla, živel je z očetom, sestro in bratoma. Oče je večinoma preživljal v gostilni, za družino pa je 
skrebla sestra Tilda. Na najmlajšega v družini- Frančka sta izmenjaje pazila Nejče in Primož in zato tudi vsak drugi dan nista bila v šoli. Nekega dne je Primož, ko je hotel ušpičiti eno od vragolij lovil mačko, le ta pa je v begu razbila Tildino uro.
Primoža je skrbelo, kje naj dobi denar za popravilo in Viktor mu je predlagal naj sosedi Marjuti- trgovki ukrade denar. Primož je s slabo vestjo to res storil.Viktorja so zaprli, ta pa je potem povedal še za Primoža in ponj so prišli orožniki. Marjuta je bila žalostna, saj je vedela da e Primož pošten fant in ko mu je le ta povedal kaj se je zgodilo mu je odpustila in mu dala denar za popravilo ure.  Ob tem dogodku je tudi oče sklenil, da bo odslej on skbel za Frančka, Nejče in Primož pa bosta vsak dan hodila v šolo. Najtežje pa je bilo Primožu, ko je moral Marjuti obljubiti, da se ne bo več družil z Viktorjem.
Mali upornik
Mali upornik(Piccolo ribelle) je deček Tomaž. Povest se dogaja med vojno. Na eni strani so Lahi, na drugi Partizani. Tomaž živi s svojo materjo v koči, oče pride domov le občasno, saj je na delu. Tomaž vsak dan vodi na pašo kozi, njegova velika želja pa je, da bi postal partizan. Nekega dne na paši sreča partizanko Dano.Nato pa pripeljejo v hiš ranjenega partizana Črta. Takrat pa pride domov tudi oče in se odloči, da bo tudi on odšel v Partizane. Vse poteka mirno dokler izdajalec Peter Smuk ne ugotovi, da skrivajo v hiši partizana. To izda Lahom, ki jim požgejo hišo, mater pa zaprejo. Zaprejo tudi Tomaža, ki pa kljub grožnjam in tepežu noče izdati nič. Ko ga peljejo nazaj v zapor pobegne. Odide k Zofi, ki mu pomaga pobegniti k Partizanom. Tam se spet srečata z očetom in ostalimi Partizani, nato pa četa odide v Prisoje, da bi rešili mater. Mater rešijo, Lahe premagajo, poškodovana pa je tudi Dana, ki kasneje umre. Tomažek po koncu vojne in ob vrnitvi v vas dobi vzdevek Piccolo ribelle, postane pa tudi pravi Partizan.
Učiteljica Breda
Učtejica Breda se znajde na Primorskem, ko po zlomu Italije zavlada ljudska oblast; ustanavlja šole za otroke, ki jim je bilo dvajset let prepovedano govoriti slovensko. V te šole hodijo tudi otroci itallijanskega rodu, ki niso bežali pred narodnoosvobodilno vojsko. Vojna nevarnost in stalna bližina sovražnika, napetosti med otroki, ki nastajajo zaradi vojnih razmer, nalagajo skromni partizanski učiteljici nove napore: učiti otroke ne le slovenskega jezika, marveč tudi strpnosti med otroki različnih narodnosti.
Knjiga o Titu
Knjiga o Titu je opis Josipa Broza Tita. Bevk je z njo predstavil življenje velilkega voditelja, državnika in revolucionarja
Tita. V zapisoh, ki jih je gradivo prinašalo je Bevk poiskal preproste človeške odtenke in podrobnosti, ki so za otroke 
zanimive in se jim vtisnejo v spomin.
Peter Klepec
To je pravljica o dečku Petru Klepcu, edincu. Živel je z mamo v borni bajtici pod gorami, oče pa mu je umrl. Da sta s sinom preživela je mati vsak dan hodila na dnino, Peter Klepec pa je pasel kozico Rogačko. Nekega dne pa ga je mati poslala za pastirja. Sosed, pri katerem je pasel, je imel veliko čredo in ker je bil Peter Klepec šibek deček mu je čreda nemalokrat 
povzročala težave. Težave pa so mu povzročali tudi drugi pastirji, ki so mu ves čas nagajali. Vedno je moral on hoditi po vodo in ko je nekoč spet prišel po vodo je na jasi srečal gorsko vilo. Ta mu je ponudila vodo, ki je tekla izpod skale in s pomočjo te vode je Peter Klepec postal močan. Tako se ni več bal pastirjev, ki so mu nagajali. Pa tudi sam pastir ni več maral biti. Odšel je domov, prpravil njivo in z materjo sta posejala pšenico. Tako sta imela hrano in Peter je lahko ostal doma.